# William Parker Foulke
William Parker Foulke (1816-1865) va descobrir el primer esquelet complet de dinosaure a Amèrica del Nord (Hadrosaurus foulkii), que significa "gran llangardaix de Foulke") va ser descobert a Haddonfield, Nova Jersey el 1858.
Nascut a Filadèlfia, era un descendent dels quàquers gal·lesos que hi havien emigrat l'any 1698, William Parker Foulke era un abolicionista, reformador de la presó, panfletista, filantrop, advocat, historiador i geòleg, l'última cosa el va portar directament al descobriment de les restes del dinosaure.
Es va associar amb l'Associació Americana per a la Millora de la Disciplina Penitenciària i la Convenció de Guardes Estatals.
Foulke també va donar suport a la Societat de Colonització de Pennsilvània, una organització anti-esclavitud que va reubicar fins a 1.000 esclaus lliures a l'Àfrica Occidental (Libèria). Malgrat l'oposició creixent des de diferents bàndols, Foulke mai va abandonar el seu suport per al reassentament fins a la seva pròpia mort el 1865, moment en què va ser vicepresident de la Societat.